# Paper Money
| Recensione | Giudizio |
| ---------- | -------- |
| AllMusic   | [ 1 ]    |

Paper Money è il secondo album dei Montrose, uscito nel 1974 per l'Etichetta discografica Warner Bros. Records.

## Il disco
Dal momento in cui i Montrose entrarono in studio per iniziare a lavorare sul loro secondo album, il loro declino cominciò a materializzarsi. Benché i personaggi coinvolti furono gli stessi responsabili del debutto omonimo (incluso il produttore Ted Templeman e l'ingegnere del suono Donn Landee), le sessioni per Paper Money vennero in qualche modo influenzate negativamente dai rapporti in deterioramento tra il leader Ronnie Montrose ed il suo dotato cantante, Sammy Hagar. A breve Hagar dirà ufficialmente addio ai Montrose (o meglio venne licenziato), che senza la sua presenza non saranno più gli stessi.

## Tracce
1. Underground (Rappaport) 3:33
2. Connection (Jagger, Richards) 5:42 (Rolling Stones Cover)
3. The Dreamer (Hagar, Montrose) 4:05
4. Starliner (Montrose) 3:36
5. I Got the Fire (Montrose) 3:06
6. Spaceage Sacrifice (Hagar, Montrose) 4:55
7. We're Going Home (Montrose) 4:52
8. Paper Money (Hagar, Montrose) 5:01

## Formazione
- Sammy Hagar - voce
- Ronnie Montrose - chitarra
- Alan Fitzgerald - basso, sintetizzatore
- Denny Carmassi - batteria

### Altri musicisti
- Mark Jordan - piano nel brano Connection
- Nick De Caro - mellotrono nel brano We're Going Home